# Skast Herred

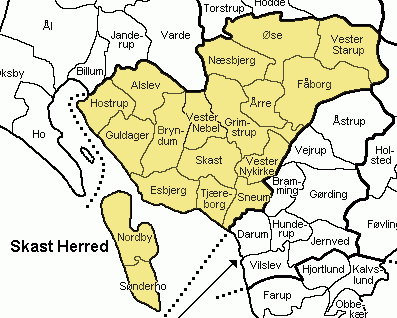
Skast Herred

Skast Herred was een herred in het voormalige Deense Ribe Amt. In Kong Valdemars Jordebog wordt de herred vermeld als Skazstathæreth. Skast was de grootste binnen het amt. In 1970, bij de bestuurlijke reorganisatie in Denemarken, werd het gebied deel van de nieuwe provincie Ribe.

## Parochies
Naast de stad Esbjerg omvatte de herred oorspronkelijk 18 parochies. Het aantal is sindsdien uitgebreid door afsplitsingen. Op de lijst worden ook de parochies in Esbjerg vermeld.
- Agerbæk (niet op de kaart)
- Alslev
- Bryndum
- Fåborg
- Gjesing (niet op de kaart)
- Grimstrup
- Grundtvigs (niet op de kaart)
- Guldager
- Hjerting (niet op de kaart)
- Hostrup
- Jerne (niet op de kaart)
- Kvaglund (niet op de kaart)
- Nordby
- Næsbjerg
- Skads
- Sneum
- Sædden (niet op de kaart)
- Sønderho
- Tjæreborg (niet op de kaart)
- Treenigheds (niet op de kaart)
- Vester Nebel
- Vester Nykirke
- Vester Starup
- Vor Frelsers Sogn (niet op de kaart)
- Årre
- Øse
- Zion (niet op de kaart)